# Unravel Two
Unravel Two é um videogame de plataformas-puzzle baseados em físicas, produzido pelo estúdio sueco Coldwood Interactive e foi publicado em 9 de junho de 2018 pela Electronic Arts para Microsoft Windows, PlayStation 4, Nintendo Switch e Xbox One. Unravel Two é a continuação de Unravel. Foi anunciado na conferência de imprensa da EA (EA Play) durante a Electronic Entertainment Expo em Junho de 2018.

## Gameplay
Enquanto Unravel era apenas para um jogador, Unravel Two pode ser tanto de um jogador quanto multiplayer, porém apenas em modo cooperativo local. O jogo centra-se em dois Yarnys (que podem ser controlados por um ou dois jogadores) que devem trabalhar juntos para resolver puzzles e manipular o mundo. O enredo principal do jogo se passa em uma ilha e inclui níveis de desafio adicionais e mais difíceis.

## Enredo

#### Início
Um Yarny  vermelho é separado de sua casa e de seu dono em uma tempestade no mar, e é levado à costa com seu fio sendo cortado. Lá ele encontra um Yarny azul entre os naufrágios e os dois conectam seus fios cortados, formando um vínculo. Uma faísca emerge desta conexão e o objetivo do jogo é persegui-la. Os dois Yarnys exploram a floresta e o subsolo antes de subirem ao nível do solo e se situarem em um farol abandonado - o centro de carregamento do jogo, por onde os Yarnys entrarão nas histórias.

##### Primeira Parte
Os Yarnys entram no corredor de uma casa de adoção onde uma criança tenta escapar de adultos abusivos, e os Yarnys o ajudam usando a faísca para afastar os adultos. Um menino toca na janela do quarto da criança e ela foge com ele pelo telhado. Os Yarnys seguem as crianças por um pequeno parque, e os adultos assumem a forma de sombras escuras com faíscas vermelhas que desintegram os Yarnys ao toque.

##### Segunda Parte
Os Yarnys surgem em um cenário ensolarado de campo no meio da celebração do Solstício de verão, mas à medida que as crianças começam a ser afrontadas pelos adultos embriagados, o cenário vai se tornando sombrio e ameaçador. Os Yarnys fogem das sombras e, junto com as crianças, se escondem dos adultos. Eles são perseguidos pela floresta por um Tetrao, escapando por pouco. Enquanto as crianças brincam e nadam na floresta, os Yarnys exploram a floresta e são perseguidos por um Lúcio do Norte em um lago.

##### Terceira Parte
À noite, os adultos procuram as crianças com lanternas e cães de caça numa antiga fábrica. Uma criança é capturada e trancada, mas escapa quando os Yarnys a ajudam causando o mau funcionamento de uma máquina e distraindo os adultos. Os Yarnys ajudam as crianças a se esconderem, afugentando os adultos com a faísca e, finalmente, escapando da fábrica. Um caminhão carregado de toras de madeira bate em uma cerca elétrica, iniciando um incêndio florestal que se espalha pelos prédios e estábulos. O menino resgata a outra criança do fogo quando ela fica presa em galhos perto de um riacho. Os Yarnys abrem caminho com dificuldade e as crianças são vistas resgatando os cavalos do estábulo do fogo antes de correrem para um lugar seguro.

##### Parte Final
Se inicia com os Yarnys percorrendo as ruínas da floresta devastada pelo incêndio, eles passam por um moinho de água abandonado, ativando-o aos poucos, e seguem a água até as corredeiras próximas em um cenário ensolarado. As crianças são vistas empurrando um adulto na correnteza. Na cena final, o farol é cercado por espíritos sombrios, mas a faísca os afugenta e um grupo de Yarnys de diversas formas e cores aparece. Juntos eles trazem a faísca para o centro do farol e sua luz é restaurada, e a tempestade passa.

## Desenvolvimento
Em maio de 2016, a EA anunciou que os desenvolvedores de Unravel, Coldwood Interactive, assinaram um contrato de publicação para seu próximo jogo. Este jogo foi posteriormente confirmado como Unravel Two.
 

Em 9 de junho de 2018, na conferência de imprensa da E3 de 2018, a EA anunciou que Unravel Two seria lançado no mesmo dia.